# Rinodina orculariopsis
Rinodina orculariopsis är en lavart som beskrevs av H. Mayrhofer. Rinodina orculariopsis ingår i släktet Rinodina och familjen Physciaceae.   Inga underarter finns listade i Catalogue of Life.
I den svenska databasen Dyntaxa används istället namnet Rinodina sicula för samma taxon.  Arten är reproducerande i Sverige.